# Maria Peszek

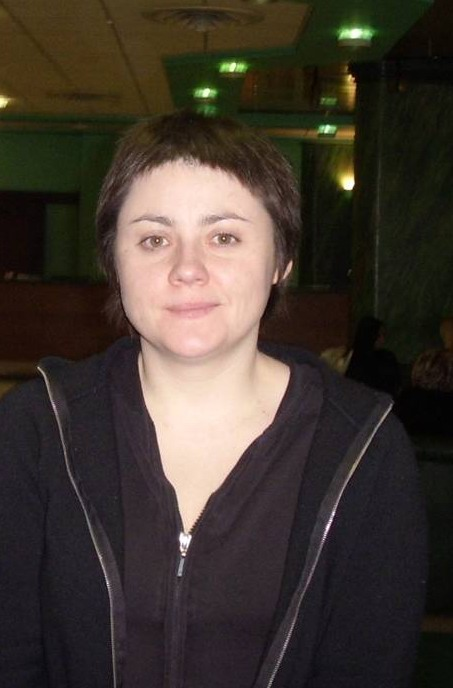
Maria Peszek

Maria Teresa Peszek (9 de Setembro de 1973) é uma atriz polaca ou polonesa, cantora e autora de canções.
Ela nasceu em Wroclaw, na Polónia numa família de actores. Estreou-se numa adaptação teatral do Sanatorium Pod Klepsydrą em 1995 no Teatro Juliusz Słowacki em Cracóvia. Licenciou-se da escola de actores de Cracóvia em 1996. Desde a sua aparição em Dom Juan em 1996 ela ficou associada com o Estúdio de Teatro em Varsóvia.
Desde 2004 canta e escreve as letras da banda Elektrolot. Lançou o seu álbum de estréia a solo, Miasto Mania, em Outubro de 2005. Ganhou o disco de Platina e o prêmio Fryderyk de melhor estreante em 30 de Março de 2006. Em Novembro de 2006 lançou o seu segundo álbum, Mania Siku. Em 2012 foi lançado o álbum da artista "Jezus Maria Peszek", em 2016 - "Karabin", e em 2022 "Ave Maria"
1. ↑  «Марія Пєшек: "Я завжди знала, що буду артисткою" - wroclawanka.eu» (em ucraniano). 8 de fevereiro de 2023. Consultado em 10 de fevereiro de 2023